# Шала-казахи
Шала́-каза́хи, шалаказа́хи (каз. шалақазақтар, шала қазақтар) — уничижительное прозвище той части казахского этноса, которая не стремится владеть казахским языком, не соблюдает/уважает казахскую культуру и традиции.
Словосочетание также применяется для обозначения людей смешанного происхождения, когда один из родителей не является казахом. В прошлом (XVIII—XIX века) такое название носила этнографическая группа (т. н. чала-казаки), сформированная из потомков татар, сартов, уйгуров и др. народов от смешанных браков с казахами. Также такое название имеют некоторые подразделения казахских и киргизских родов (род мамбет казахского племени найман, род абла киргизского племени сарыбагыш).
Противоположностью «шала-казаха» является «нагыз-казах» (каз. нағыз қазақ) — «настоящий казах». Тех казахов, которые полностью ушли от своих корней, в казахском обществе именуют «ада-казахами» (каз. ада қазақ — «конченый», «лишённый казах»).

## Этимология
В казахском языке слово «шала́» означает «половинчатый», «сырой». В паре с другими словами «шала» придаёт им смысл «неполноценности»: шала туған — «недоношенный», шала жансар — «полуживой», шала сауатты — «малограмотный».

## История

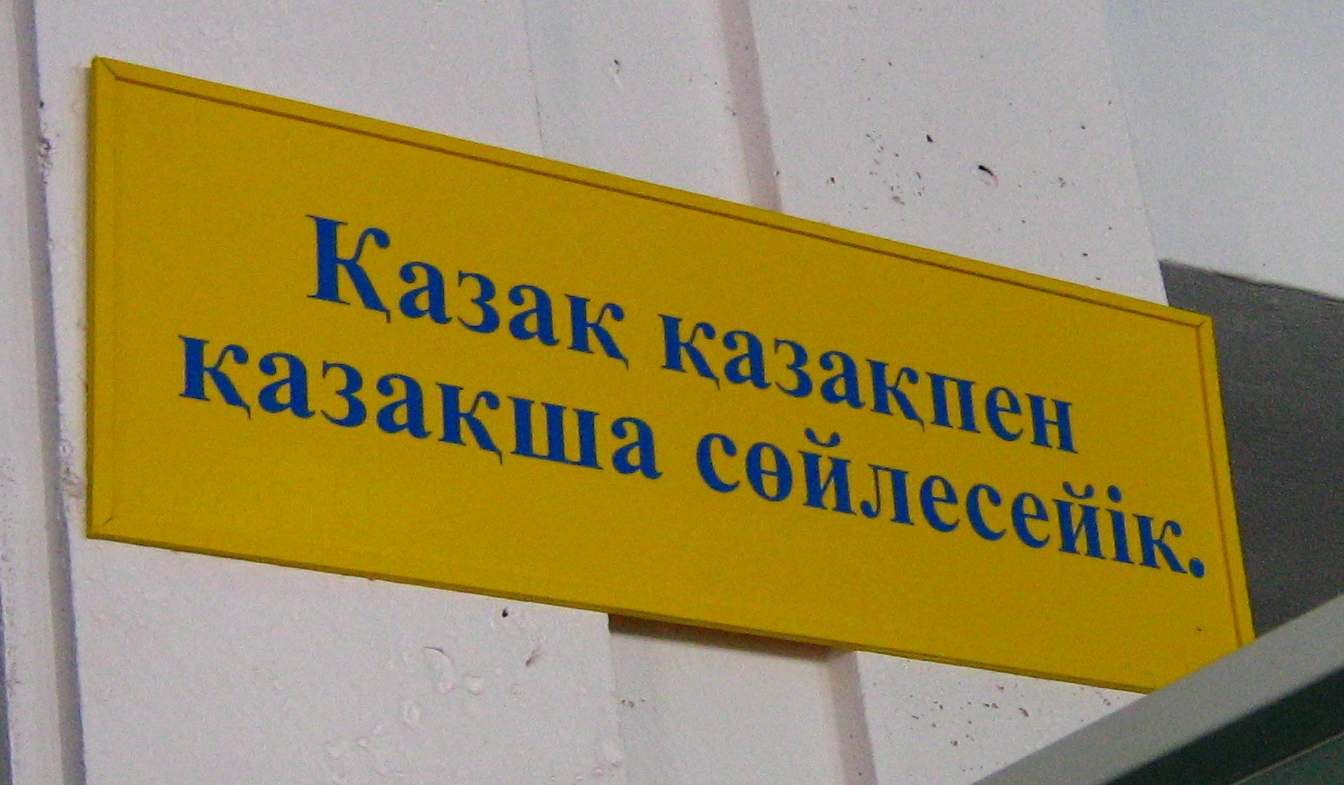
Табличка с призывом к казахам разговаривать с казахами на казахском языке

С момента колонизации казахских степей Российской империей, проводилась политика русификации, были организованы русско-туземные школы, в которых с младших лет преподавание велось на русском языке для местного населения, а в советский период была объявлена всеобщая обязательная система образования с упором на русский язык; по словам Мекемтаса Мырзахметулы, эти школы стали «фабрикой шала-казахов». По мнению казахстанского политолога Айдоса Сарыма, термин «шала» укрепился в 1980-е годы, когда в период политики Гласности во всём СССР стали интересоваться своими корнями, а истоки вопроса предположительно берут начало в 1950-х годах.

В современном Казахстане под шала-казахами в первую очередь подразумеваются обрусевшие казахи, которые несколько утратили изначальные казахские корни, вследствие обучения в русскоязычных школах и воспитания в неказахском духе. Это послужило поляризации казахского общества. Казахоязычные казахи (особенно оралманы) относятся с некоторым подозрением к обрусевшим казахам и считают что они не до конца понимают разделяют их воззрения. Сами же русскоязычные шала-казахи порой смотрят на казахоязычных несколько свысока и считают себя знатоками мировой литературы, не обращая внимания на то, что мощная интеллигенция конца XIX — начала XX веков была носителем традиционных казахских ценностей. В резонансной книге Жумабая Жакупова «Шала-қазақ» автор рисует шала-казахов в позитивном ключе, представляя их умными и образованными, в то же время автор высказывает тезис, в котором вместо оскорблений просит подать руку помощи обрусевшим казахам и помочь им вернутся к казахским корням 
Надеюсь, что Мухтар-аға станет одним из первых, кто наконец-то протянет руку помощи нам, шала казахам, не по своей воле оказавшимся лишёнными наполовину своего родного языка, родной культуры и родной земли.
Казахские национал-патриоты называют «шала-казахами» и тех, кто не знает родного языка и презирает свою этническую принадлежность, и тех, кто не отрицают свою принадлежность к нации. Основным требованием нацпатов является владение казахским языком всех «обрусевших» казахов и представителей других национальностей (в том числе казахстанских русских), ибо он является государственным языком Казахстана. По словам казахского писателя Смагула Елубая, все ссылающиеся на равенство русского с государственным языком «за 20 лет даже не научились здороваться по-казахски или просто этого не хотят», почти все националисты Казахстана владеют и русским, и казахским, а противящиеся реформам русскоязычные владеют одним только русским. «Если бы все русскоязычные владели двумя основными языками республики, языковая проблема отпала бы сама собой», — отметил он. Языковая политика в Казахстане предполагает обязательность владения казахским.

И среди самих казахов есть люди, не знающие казахского языка, вы сами знаете. И это тоже не их вина, их родители жили в русскоязычной среде. И не надо их называть шала-казахами или как-то в этом роде, все мы казахи. И представители других народов разве виноваты, что не говорят на казахском? Нет, не виноваты. Это необходимо понимать.
— Нурсултан Назарбаев
По мнению исследователя Талгата Мамыраимова, причиной такого разделения является «комплекс неполноценности» среди казахского народа и интеллигенции вследствие того, что казахская культура в советское время была объявлена [кем?]«отсталой», а русская — «передовой». Во времена СССР говорить на казахском и быть носителем этой культуры считалось «неприличным» , а незнание русского стало признаком «мамбетизма» и препятствовало карьерному росту.
По словам Болата Жанаева, «культурная пропасть между казахскоязычными и русскоязычными казахами сильно преувеличена», ибо у всех шала-казахов есть родственники нагыз-казахи и они с детства перенимают многие казахские традиции.

## Язык
Шала-казахским называют смешанный язык со множеством заимствований из русского, аналогично суржику на Украине и трасянке в Беларуси. Сами шала-казахи, как правило, не говорят на этом языке. На нём говорят казахоговорящие казахи, добавляющие в казахскую речь русские слова. По данным социологического опроса «31 канала» Казахстана, самыми популярными шала-казахскими выражениями среди учащихся стали фразы «красавчик», «столовый» (рус. столовая), «грузить етпе» (рус. не грузи), «мешать етпе» (рус. не мешай), «поздравить ету» (рус. поздравить) и др.

## Шала-казахи в культуре
Феномен шала-казахов обыгрывался сначала в рубрике скетчкома «Қызық Радиосы» на телеканале КТК, где «шала-казахскую» рубрику вели Нуртас Адамбаев и Даут Шайхисламов, затем в скетчкоме «Наша KZаша», в котором шала-казахский «преподаётся» уже в школе.